# Javier Argüello
Javier Argüello (Santiago de Xile, 1972) és un escriptor de nacionalitat argentina i resident a Barcelona.
Nascut a Santiago de Chile i llicenciat en Ciències de la Comunicació a la Universitat de Buenos Aires, Argüello va rebre, també, formació i estudis de guió, teatre i teoria musical. Renebot de Miguel Ángel Asturias Rosales, Premi Nobel de Literatura 1967, Javier Argüello va intercalar elements autobiogràfics en la primera de les seves novel·les, com el personatge de la tia Blanca, que recorda amb claredat a la dona de l'escriptor guatemalenc. Entre les seves publicacions més destacades és poden trobar Siete cuentos imposibles (2001) i El mar de todos los muertos (2008) i diverses antologies de poesia. Col·labora esporàdicament al diari El País i és professor de l'Escola de Lletres de l'Ateneu Barcelonès. Una altra de les seves obres, La música del mundo (2011) fou l'obra guanyadora del II Premi Internacional d'Assaig Palau i Fabre, convocat per la Fundació Palau i Galàxia Gutenberg / Cercle de Lectors.

Es tracta d'un assaig centrat en la variació que ha tingut, al llarg de la història, la imaginació narrativa, fent un recorregut través dels autors clàssics, moderns i contemporanis.